# 九等官

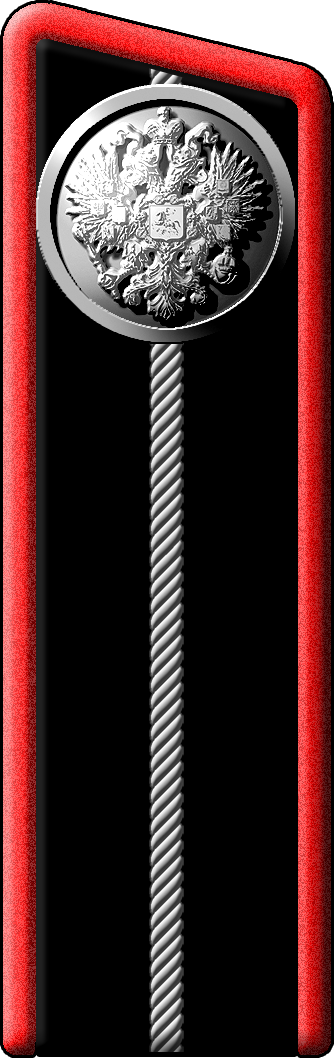
オーバーコートの記章（1904年）

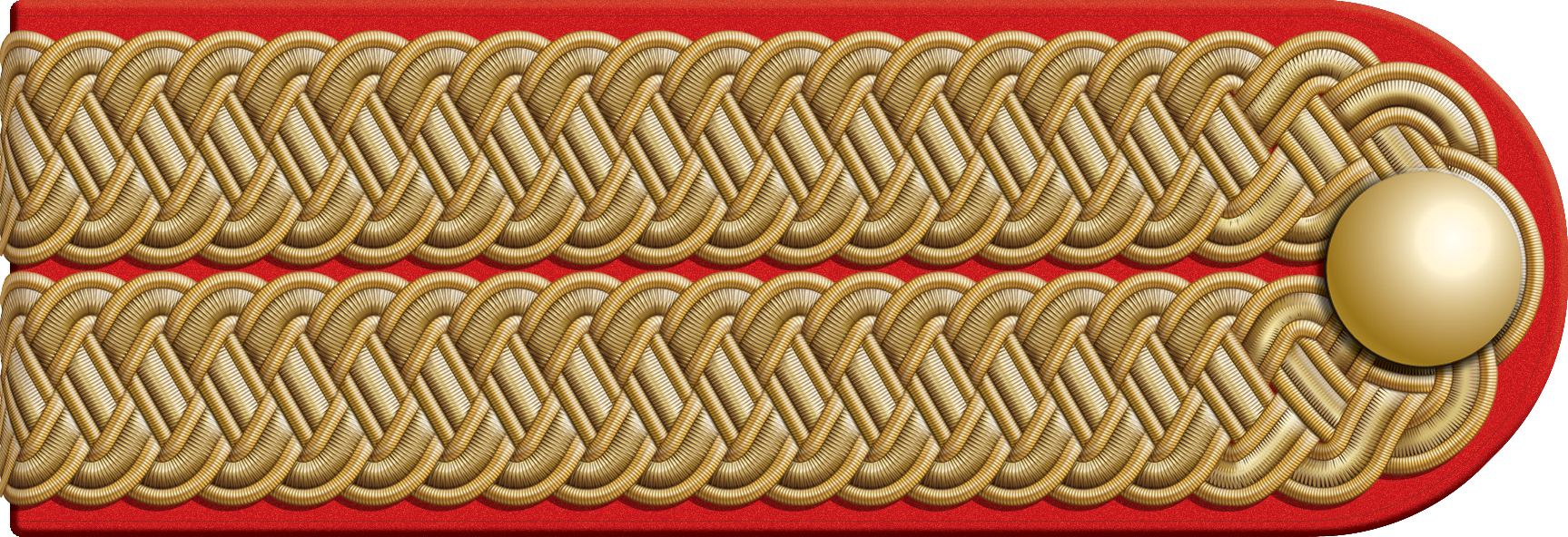
肩章（1877年）

九等官（きゅうとうかん、ロシア語: титулярный советник）は、ロシア帝国の公務員に与えられた官等表のうち、9番目の階級。1884年までの軍人では大尉に与えられた。
日本語の公式訳語はなく「九等(文)官」「名誉参事官」「非役（名義）参事官」「名誉評議員」「上級顧問」など様々な呼ばれ方をしている。

## 市民階級の歴史
ロシア帝国で皇帝ピョートル1世が1722年1月24日にロシア帝国の公務員の階級として制定したもので、軍隊の階級に対応して1884年まで歩兵、騎兵、コサックそれぞれの兵科の陸軍大尉と海軍大尉（ロシア語: Капитан-лейтенант）に、1884年からは陸軍下級大尉 (штабс-капитан)と海尉 (лейтенант)に与えられた。1845年までは第14等、1845年からはこの第9等以上が一代貴族を与えられるようになった。ロシア革命による帝政廃止まで続いた。

## 階級の意味と地位
一つ上の第8等の階級には1845年まで世襲貴族の権利が与えられていた（後に公務員として出世して世襲貴族になることはさらに困難になった）。このため第8等の階級に昇進するためには目に見えない壁があり、それを平民が乗り越えることは非常に困難だった。貴族は平民が昇進することを警戒していた。第9等の人の大半は終生この階級に留まり、これ以上の昇進は期待していなかった。彼らは嘲笑的に「永遠の第9等」と呼ばれていた。しかし、貴族の子供にはこのような壁は存在せず単なる通過点に過ぎなかった。
貴族には単なる通過点に過ぎず、中間層にとって平凡に出世した人生の終着点であり、下層市民にとって人生の成功であり夢であった。
このため第9等の階級は様々な文学作品や芸術において多様な意味を持っており、多くの作品で重要な登場人物に与えられる階級である。
18世紀の後半まで、この階級は自動的に教授と博士（ロシア帝国における最高学位であるДоктор наукのこと）に割り当てられていた。 1809年以降、高等教育を受け大学を卒業し学位を持つ、または階級に相応しい資格試験に合格した人に自動的に階級が割り当てられた。
官等表によると、第9等の階級は「アカデミーの教授」と「すべての医師」に与えられるが、ロシアの学者をそのような低い階級に割り当てたことは、ミハイル・ワシリエヴィチ・ロモノーソフからの批判を引き起こした。
彼は、ロシアで学位の称号が十分な魅力に欠ける理由の1つは、学者が上位の階級に上がれないためだと考えていた。0「方や外国では、学者は大半が貴族でないにもかかわらず、5等‐4等程度の階級には昇進している。それゆえ、ロシアの貴族は自分の子供たちを、学者の道ではなく陸軍幼年学校に進ませたがる。もし、しかるべき階級が学問の発展への貢献に従って与えられさえすれば、学術は貴族にとって軍学と同様に魅力的な選択肢となるであろうものを」と訴えた。
1845年以降の多くの役人にとって、出世して第9等の階級を獲得することは彼らに一代貴族の地位と彼らの子孫に世襲名誉市民権を受け取る権利を与えたので、平民にとっては究極の夢だった。このため、ロシアの文学や民間伝承では、「たとえ一代貴族の地位であっても苦労して手に入れ、それを大変誇りに思っているが、風采の上がらない人物」という、第9等特有の人物像が形成されていった。 19世紀には、第9等は一般に、省庁の上級補佐官、議定書役員、上院のレジストラおよび翻訳者、副領事などの役職を歴任した。
1847年の第9等から第14等までの人数は50,871人であり、全公務員の49.5％を占めていた。地方の機関でのみ、彼らはやや独立した性格を持った地位を占めることができた。 1842年の「公務員規則」の第9等の年俸は銀貨なら75ルーブル  （紙幣では262ルーブル）だった。
第9等の地位の人物への敬称はваше благородиеである。これは直訳すれば「あなたの名誉」英語のyour honorにあたり、日本語では「殿」「貴殿」と翻訳される。

## 制度の廃止
ロシア革命が起きると、階級制度は1917年11月8日に廃止され、すべての人民が平等となり階級制度は無くなった。全ロシア中央執行委員会の会議で、地所と民間人の階級を廃止することが決定された。 11月10日、全ロシア中央執行委員会の会議で法案が承認され、11月11日、人民委員会によって承認され、翌日公開された。法令の主な内容は次のとおり。
1条、これまでロシアに存在していた人民のすべての財産と階級区分、階級の特権と制限、階級の組織と機関、およびすべての市民階級は廃止される。
2条、すべての身分（貴族、商人、商人、農民など）爵位（クニャージ、グラーフ など ）そして市民階級は廃止され、ロシアの全人民に共通の1つの階級だけがロシア共和国の市民のために確立される。

## ロシアの文学と芸術における第9等の階級
第9等の階級は「彼は名誉評議員であり、彼女は将軍の娘です」という言葉で始まるアレクサンドル・ダルゴムイシスキーのオペラとワインバーグ、ピョートル・イサエビッチの詩に対する知名度の高さから一般的に知られている。

彼は名誉評議員でした、
彼女は将軍の娘です。
彼は臆病に彼の愛を告白した、
彼女は彼を追い払った。
名誉評議員は逃げた
そして一晩中悲しみから飲んだ
そしてワインの霧の中に彼女がいた
彼の前には将軍の娘がいます。

ロシア文学における貴族ではない身分の低い第9等の階級の代表的な登場人物は『外套』の主人公アカーキイ・アカーキエウィッチ、『狂人日記』の主人公ポプリシチン、ゴーゴリの『結婚』のアキンフ・ステパノヴィッチ・パンテレエフ、『貧しき人びと』のマカール・ジェーヴシキン、ドストエフスキーの『分身』のヤコフ、『罪と罰』の引退した名誉評議員など沢山いる。
ボリス・アクーニンの小説『トルコのギャンビット』に登場する人物はキャリアの通過点にすぎない。
アレクサンドル・ゲルツェンは21歳の時に大学で博士の学位を授与されて公務員になり最初から第9等の階級を与えられた。彼の自伝的小説『過去と思想』では、引退した役人である「半盲の老人」がこれを知ってどれほど衝撃を受けたかを説明している。老人にしてみれば第14等から初めて何十年も務めてやっとたどり着いた第9等に大卒で入ってきた20代前半の若者が最初から手に入れたからである。
カラマーゾフの兄弟の中でもフョードル・パーヴロウィチ・カラマーゾフについて言及されている。